# Camp Nou
Camp Nou (katalánsky: „nové hřiště“, někdy psaný i jako Nou Camp) je fotbalový stadion ve španělské Barceloně, domácí hřiště klubu FC Barcelona. Byl dokončen v roce 1957 a kapacita 99 500 diváků ho činí největším fotbalovým stadionem Evropy a 5. největším na světě.  Podle regulí UEFA je stadion zařazen do kategorie 4. Až do roku 2000 bylo jeho jméno Estadi del FC Barcelona (v překladu Stadion FC Barcelona), hlasováním členů oficiálního klubu fanoušků byl však přejmenován na často užívaný název Camp Nou. historický stadion Camp Nou by měl mít po rekonstrukci která začala v roce 2023/srpen kapacitu 104 600.

## Významné zápasy na Camp Nou
- 2× finále Ligy mistrů – (1989, 1999)
- 5 zápasů včetně semifinále Mistrovství světa ve fotbale 1982
- 1× finále rugbyové ligy Top 14 (2016)

## Zajímavosti
- Na celosezónní vstupenky se nečekají žádné fronty, jediný způsob, jak je získat, je zdědit je, či jinak získat od jiného majitele. Jsou totiž vždy vyprodané.

## Galerie

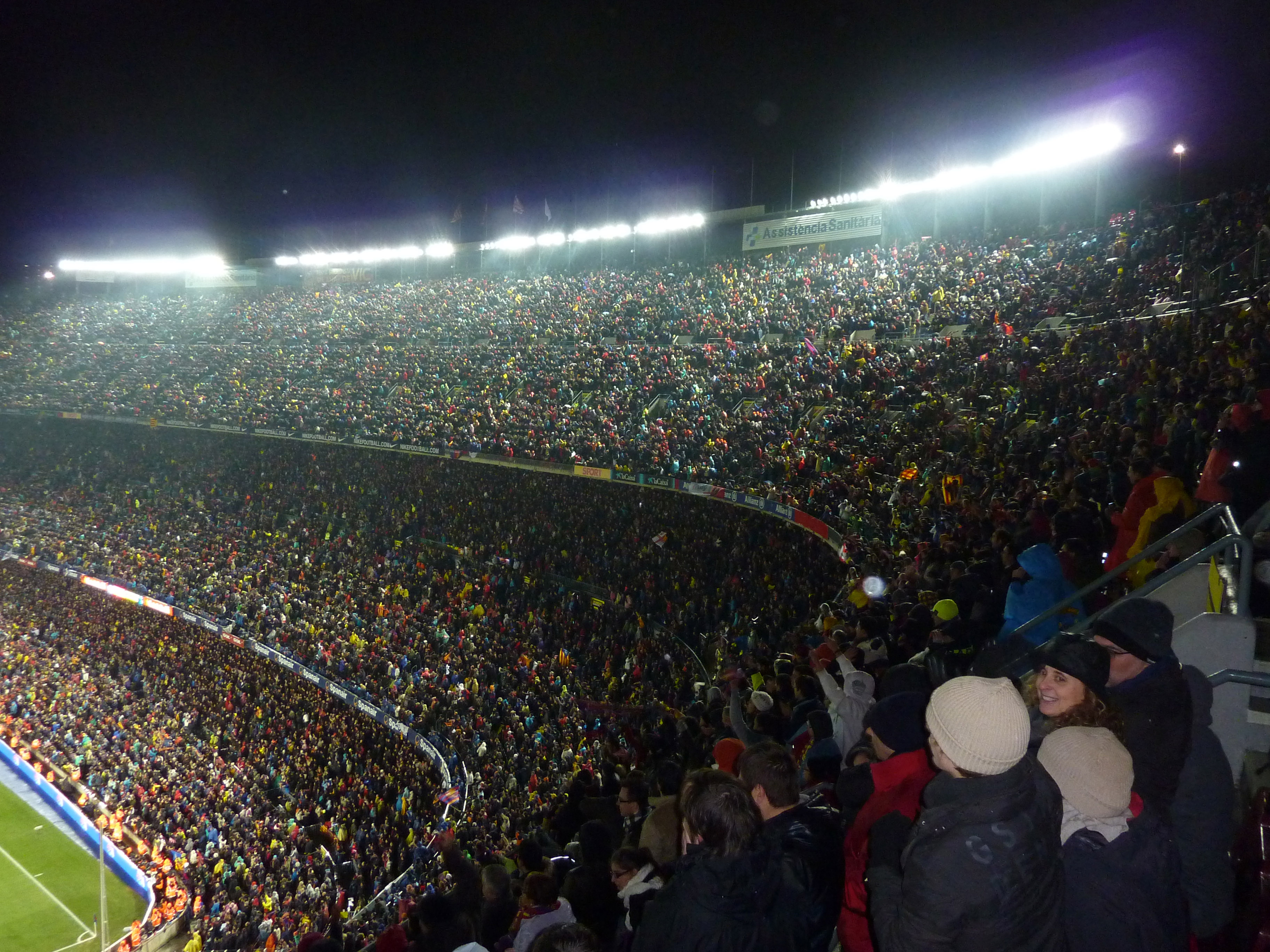
FC Barcelona hraje proti Realu Madrid 29. listopadu 2010.
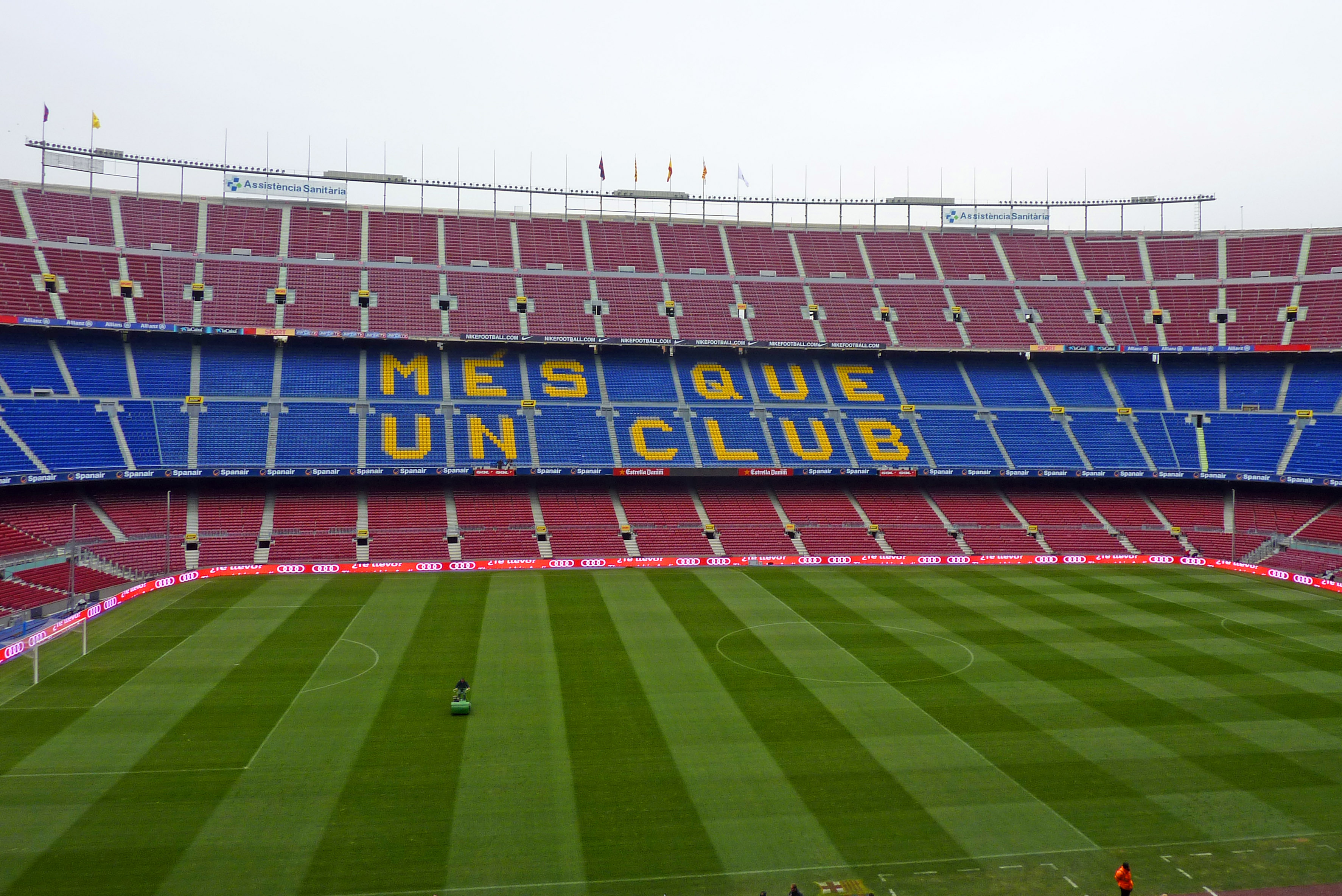
"Més que un club" ("More than a club")